# Çamen

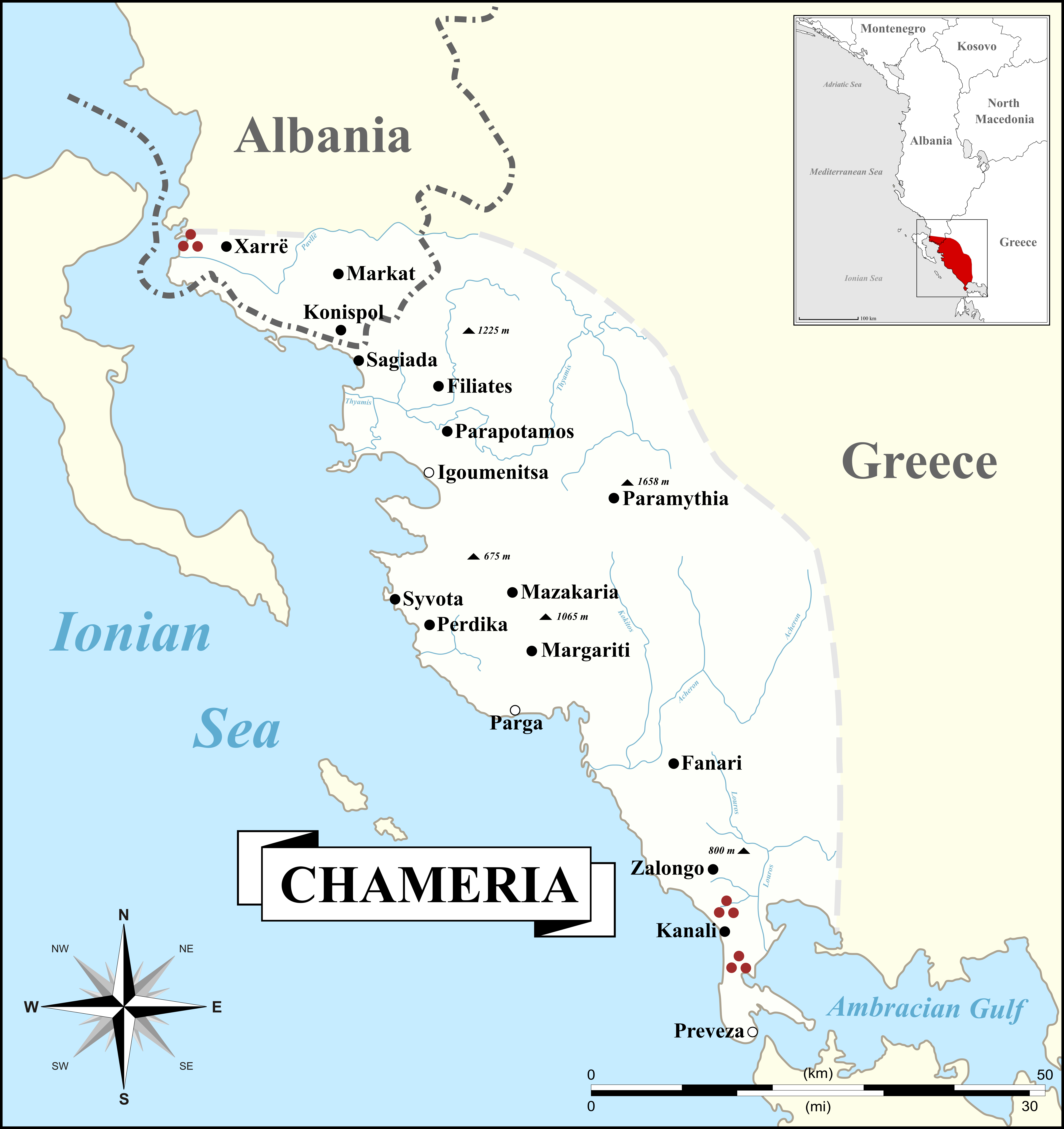
Die Region Çamëria innerhalb Albaniens und Griechenlands

Als Çamen, deutsch Tschamen (albanisch Çamët; griechisch Τσάμηδες Tsámides), wurden Albaner aus der Küstenregion von Epirus (Tschameria, albanisch auch Çamëria) bezeichnet.

## Geschichte

### Mittelalter
Das Siedlungsgebiet der Çamen umfasste seit dem Mittelalter weite Teile von Epirus zu beiden Seiten der heutigen Grenze zwischen Albanien und Griechenland. In vielen Gegenden lebten sie neben Griechen und Aromunen. Seit dem 15. Jahrhundert kamen türkische Siedler hinzu. Ein Teil der Çamen nahm unter der osmanischen Herrschaft den Islam an, während andere den orthodoxen Glauben beibehielten. Die Çamëria ist der südlichste Teil des geschlossenen albanischen Sprachgebiets.

### 19. und 20. Jahrhundert

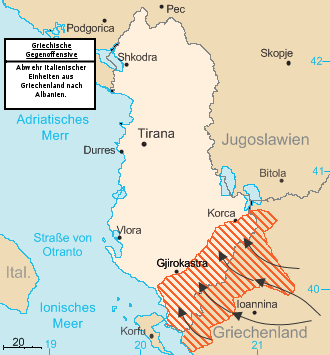
Kriegsgebiet 1940 um Epirus, (albanisch auch Çamëria)

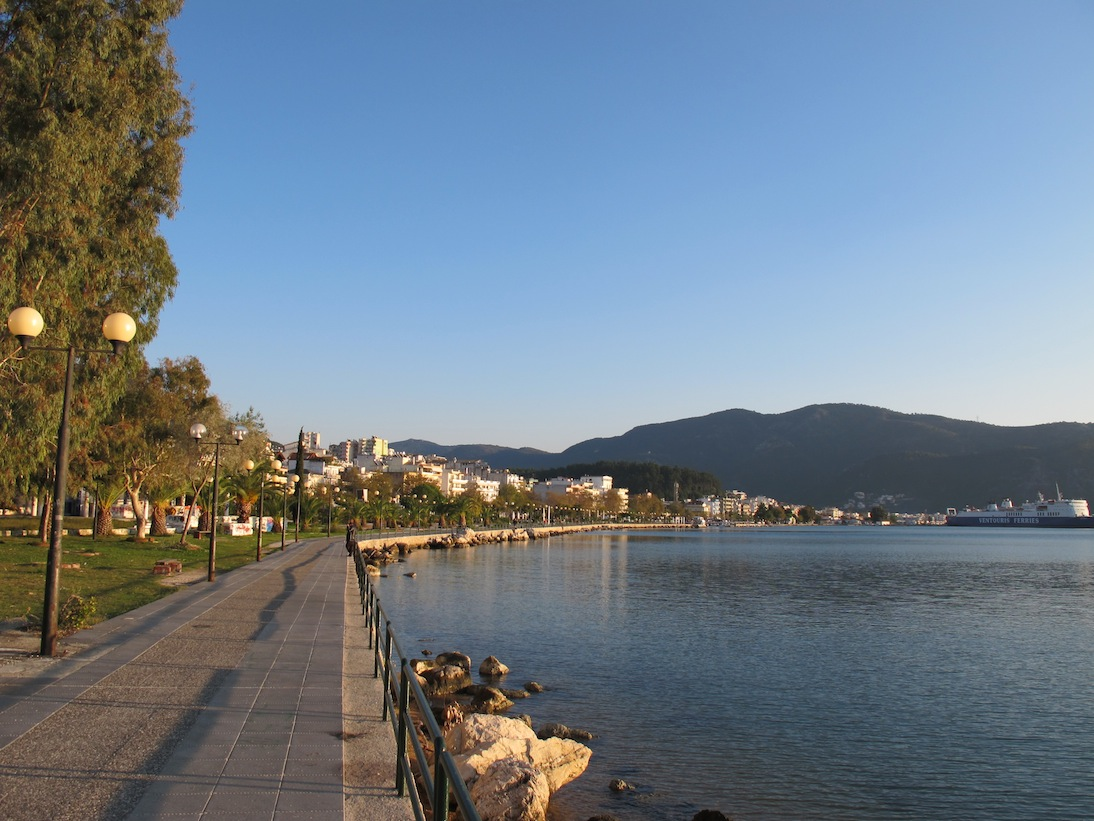
Igoumenitsa, Epirus, Griechenland nahe Albanien

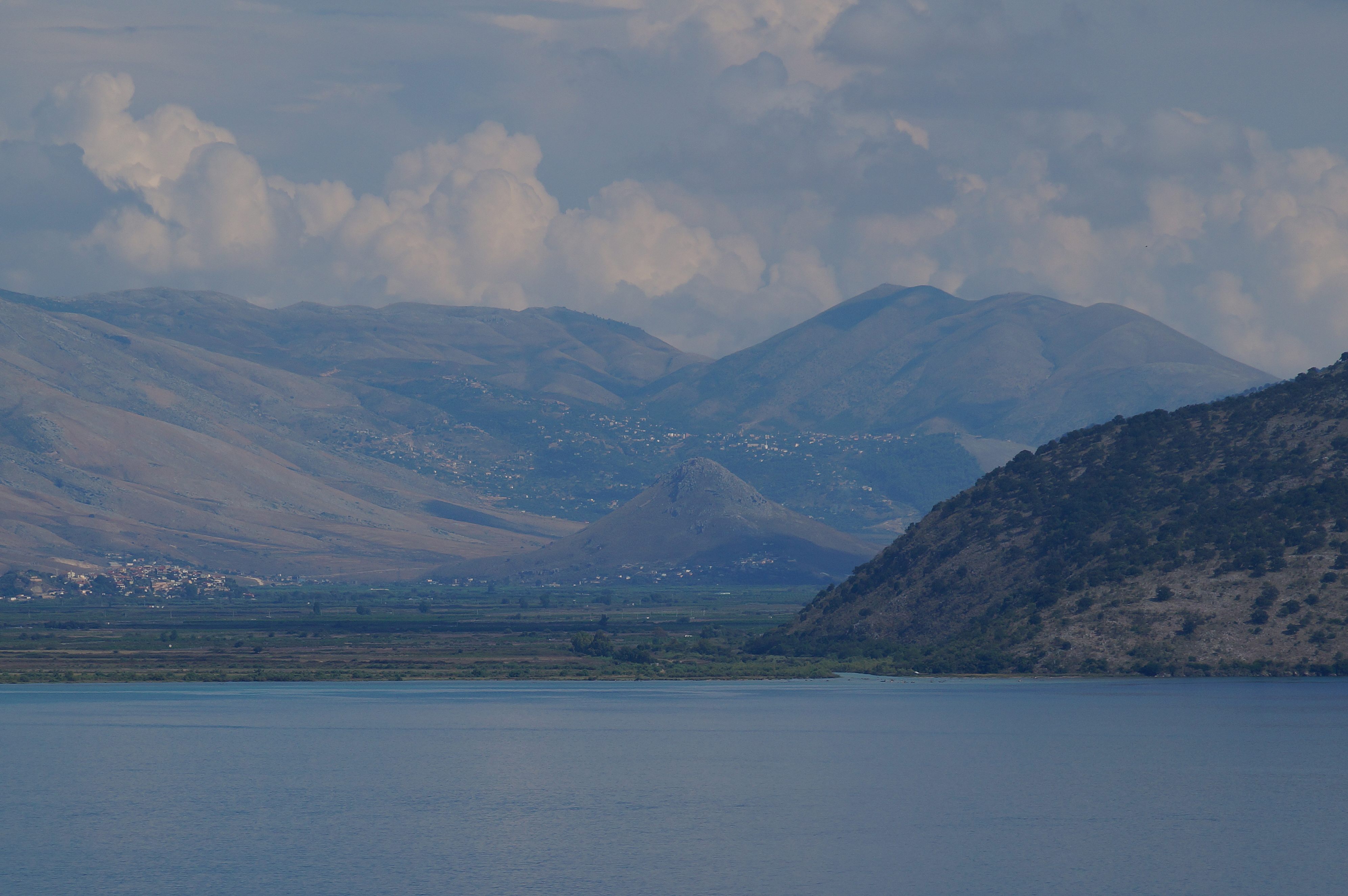
Blick von Korfu auf Konispol, Epirus in Albanien nahe Griechenland

Im 19. und 20. Jahrhundert siedelte eine größere Zahl von Çamen ins Gebiet der heutigen Türkei über. Je zur Hälfte muslimisch und christlich-orthodox wurden die Çamen durch die Grenzziehung von 1913 zu einer ethnischen Minderheit im neuen griechischen Nationalstaat. Zwar wurde der muslimische Teil der Çamen offiziell vom griechisch-türkischen Bevölkerungsaustausch nach dem Ersten Weltkrieg ausgenommen, während die noch in Epirus lebenden Türken gehen mussten. Jedoch wurden die muslimischen Çamen in der Zwischenkriegszeit diskriminiert. Ein Teil der Çamen kollaborierte während des Zweiten Weltkriegs mit den italienischen bzw. deutschen Besatzungstruppen und beteiligte sich an der von den Italienern eingesetzten albanischen Zivilverwaltung. Griechische Truppen unter Napoleon Zervas nahmen dies als Anlass, um einen Großteil der verbliebenen Albaner 1944 kollektiv nach Albanien zu vertreiben, wobei es zu vielen Opfern unter der Zivilbevölkerung kam. Die Zahl der im Jahr 1944 Vertriebenen wird von der Gesellschaft für bedrohte Völker mit 20.000 angegeben.
Einige Çamen waren während des Krieges bei den kommunistischen Partisanen und mussten nach deren Niederlage im Griechischen Bürgerkrieg außer Landes fliehen.
Unmittelbar nach dem Zweiten Weltkrieg versuchten die çamischen Emigranten in Albanien, eine eigene Interessenvertretung zu organisieren. Dieses Komitee der antifaschistischen Çamen im Exil wurde aber 1947 von den herrschenden Kommunisten aufgelöst und verboten.
In Albanien leben alteingesessene Çamen auch heute noch vor allem in der Gegend zwischen Konispol und Saranda, Nachkommen der Vertriebenen aus dem Zweiten Weltkrieg haben sich über das ganze Land verstreut, vor allem aber in Südalbanien, Tirana und Durrës angesiedelt. Die Çamen konnten mit ihrer Partei für Gerechtigkeit, Integration und Einheit bei den albanischen Parlamentswahlen im Juni 2009 einen Sitz erringen.
Über die Çamen orthodoxer Konfession, die in Epirus verblieben sind, ist wenig bekannt. Es gibt keine offiziellen Zahlen über die Stärke dieser Volksgruppe. Sie werden vom griechischen Staat nicht als ethnische Minderheit anerkannt. In griechischer Sprache bezeichnen sie sich ebenso wie andere Griechen albanischer Herkunft als Arvaniten. Heute leben die meisten Arvaniten im südlichen Griechenland, aber auch auf einigen Ägäisinseln und auf dem Peloponnes, im heutigen Dreiländereck in Thrakien sowie in Epirus. Von den Arvaniten zu unterscheiden sind die Çamen, die über ein albanisches Nationalbewusstsein verfügen und mehrheitlich muslimisch sind – die Arvaniten zählen sich zum orthodoxen Christentum. Sie selbst sehen sich nicht als Minderheit, nicht zuletzt aufgrund ihrer Mitwirkung bei der Griechischen Revolution. Den çamischen Dialekt kann man auch heute noch in Igoumenitsa, Filiates und den umliegenden Dörfern hören.

## (Ehemalige) Siedlungsgebiete

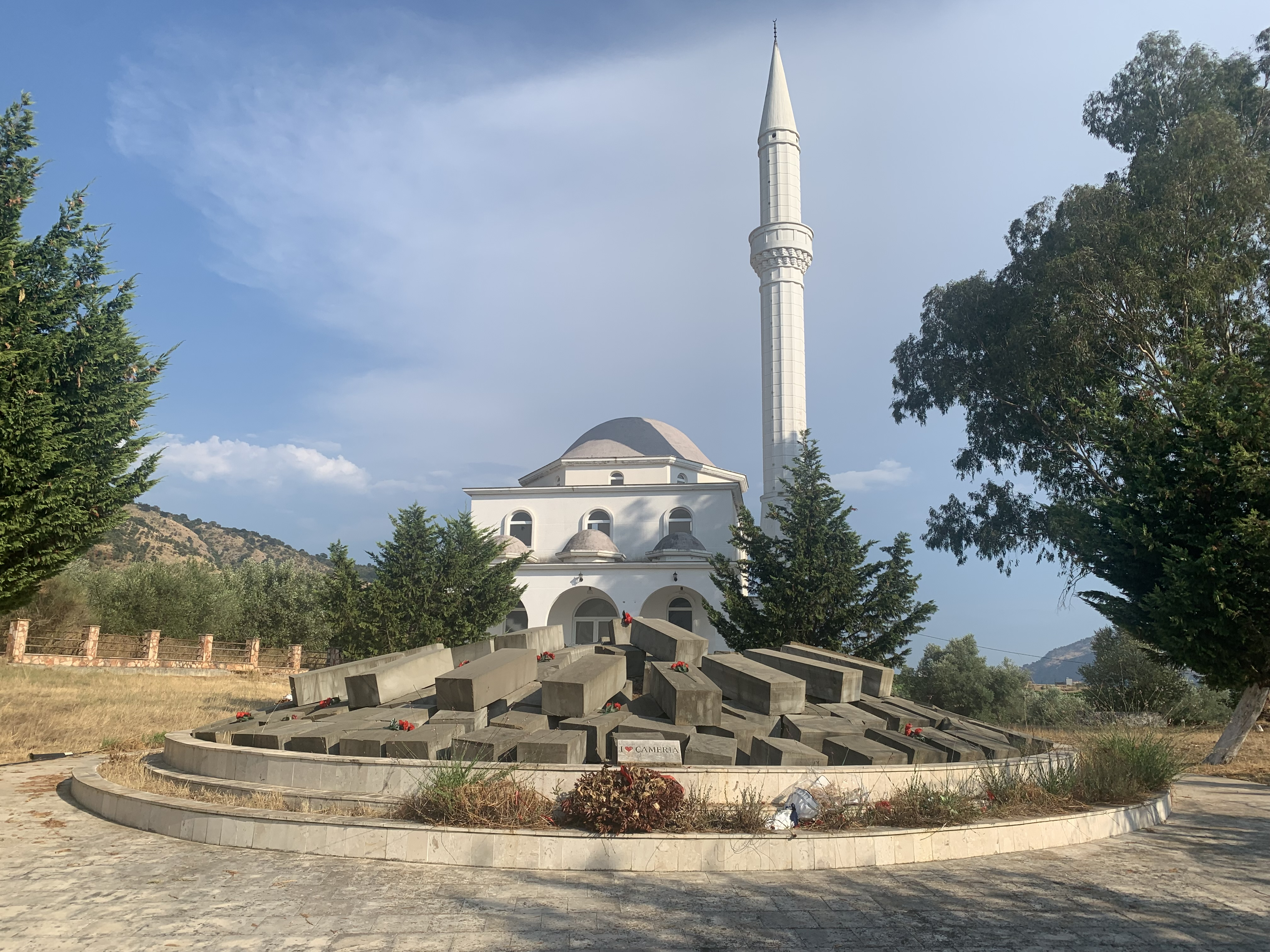
Denkmal zum Völkermord in an den Çamen bei Xarra nahe Konispol in Südalbanien

Die muslimischen Çamen siedelten – und siedeln als hellenisierte orthodoxe Çamen(-Nachfahren) immer noch – in den Gebieten von Sagiada (albanisch Sajadha), Filiates (Filati), Parapotamos (Varfanji), Igoumenitsa (Gumenica), Paramythia (Ajdonati), Syvota (Vola), Perdika (Arpica), Margariti (Margëlliçi), Glyki (Gliqia) und Souli (Suli).